# 千葉エンゼルクロス
千葉エンゼルクロス（ちばエンゼルクロス）は、V.LEAGUEに所属していた女子バレーボールチームである。2023-24シーズンはV.LEAGUE DIVISION2 WOMEN（V2女子）に所属。千葉県柏市を本拠地としていた。

## 概要
2001年に発足。運営は医療法人社団天宣会であり、千葉県柏市の本部に事務局がある。2002年V1リーグ（後に「V・チャレンジリーグ」）昇格。
チーム名は、「エンゼル」が病院施設で介護職に携わる選手達の姿を表し、「クロス」が天宣会のシンボルマークである十字架から来ている。
ホームゲームは主に柏市中央体育館で開催されるが、柏市周辺の体育館や隣の流山市の体育館で開催される事もある。
チームマスコットは「エンクちゃん」で、選手達の心の中にいるという設定である。
昼間は病院・老健施設で介護職員として従事し、夕方より練習の両立を行っている。かつては、選手の在籍可能期間が3年までとなっていて、3年間プレーしたら退部して介護職務に専念するか、退職して他のチームに移籍するかを選択していた。

## 歴史
2001年に「柏エンゼルクロス」として発足。同年より地域リーグに出場。
初出場となった第21回地域リーグの東部リーグで5チーム中4位に入る。2002年、地域リーグの1次リーグで8チーム中4位に入りファイナルリーグに進出する。そして、ファイナルリーグで1位となり地域リーグ優勝を果たす。V1リーグ（現・Vチャレンジリーグ）で1チームの欠員が出ていたため、入替戦を経ずにV1リーグ自動昇格となった。
2002/03シーズン、初参戦となった第5回V1リーグでは、2勝12敗の最下位（8位）となる。Vリーグ（現・Vプレミアリーグ）の2チーム増員に伴い、入替戦は行われなかった。2003/04シーズンの第6回V1リーグでは5勝7敗で5位に入り、入替戦を回避する。しかし、2004/05シーズンの第7回V1リーグでは2勝止まりの7位で入替戦出場。入替戦でトヨタ自動車（現・トヨタ自動車ヴァルキューレ）に連勝して残留を果たす。2005/06シーズンの第8回V1リーグも2勝止まりで7位となるが、入替戦で栗山米菓BBStars（後にBefcoビービースターズ）に連勝して残留。2006/07V・チャレンジリーグ（V1リーグより改称）でまたも2勝止まりの7位になるが、地域リーグ準優勝の三菱東京UFJ銀行が入替戦を辞退したためそのまま残留となった。2007/08V・チャレンジリーグでも、4年連続で2勝止まりの7位となるが、V1リーグを2チーム増員するため入替戦は行われなかった。
以降は、V・チャレンジリーグが増員されたこともあって、同大会の1シーズンの勝ち数は2勝よりも多くなるが、なかなか上位に進出できない状態が続いている。
2016/17シーズンでは二年連続最下位となった。V・チャレンジリーグ入替戦ではトヨタ自動車ヴァルキューレに得点率差で敗退してVチャレンジリーグII降格となった。
降格した2017/18シーズンのVチャレンジリーグIIでは、準優勝を果たした。
2018-19シーズン、新生V.LEAGUEのDIVISION2(V2)に編入。2019-20シーズン、S1ライセンス取得。
2020年4月よりチーム名を「柏エンゼルクロス」から「千葉エンゼルクロス」に変更。
2020-21シーズン、新型コロナウイルス感染症の流行による緊急事態宣言を受け、V2女子の2021年1月の試合を欠場を表明。その後、1月14日には、選手4人、スタッフ1人の感染が判明した。これらの状況に加え選手が医療機関に勤務していることもあり、V2女子の残り試合を参加辞退とした。以降、コロナ禍が続く影響で当面の活動休止を余儀なくされる。半年ほどの活動休止を経て7月26日にようやく活動再開となった。
2024年、新たに生まれ変わるVリーグの初年度である2024-25シーズンのVリーグクラブライセンス申請を辞退した。それにより、2024-25シーズンはVリーグに参加しないこととなった。チームの事業化などでチーム設立趣旨と相違があることと、新クラブライセンス内容を満たすことが困難であることを理由に挙げた。チームの活動は継続すると発表されたが、「チーム活動を継続するための人員確保が困難」であるとして休部が発表された。

## 成績

### 主な成績
チャレンジリーグ、チャレンジリーグI（実業団リーグ／V1リーグ）、 V.LEAGUE DIVISION2 WOMEN
- 優勝なし
- 準優勝なし

チャレンジリーグII
- 優勝なし
- 準優勝 1回（2017/18）

黒鷲旗全日本選抜大会
- 優勝なし
- 準優勝なし

### 年度別成績

#### Vリーグ / 実業団リーグ・V1リーグ
| 所属     | 年度            | 最終 順位 | 参加 チーム数 | 試合 | 勝 | 敗 |
| -------- | --------------- | --------- | ------------- | ---- | -- | -- |
| V1リーグ | 第5回 (2002/03) | 8位       | 8チーム       | 14   | 2  | 12 |
| V1リーグ | 第6回 (2003/04) | 5位       | 7チーム       | 12   | 5  | 7  |
| V1リーグ | 第7回 (2004/05) | 7位       | 8チーム       | 14   | 2  | 12 |
| V1リーグ | 第8回 (2005/06) | 7位       | 8チーム       | 14   | 2  | 12 |

#### V・プレミアリーグ / V・チャレンジリーグ
| 所属         | 年度    | 最終 順位 | 参加 チーム数 | レギュラーラウンド | レギュラーラウンド | レギュラーラウンド | レギュラーラウンド | ポストシーズン | ポストシーズン | ポストシーズン |
| 所属         | 年度    | 最終 順位 | 参加 チーム数 | 順位               | 試合               | 勝                 | 敗                 | 試合           | 勝             | 敗             |
| ------------ | ------- | --------- | ------------- | ------------------ | ------------------ | ------------------ | ------------------ | -------------- | -------------- | -------------- |
| チャレンジ   | 2006/07 | 7位       | 8チーム       | 7位                | 14                 | 2                  | 12                 | -              | -              | -              |
| チャレンジ   | 2007/08 | 7位       | 8チーム       | 7位                | 14                 | 2                  | 12                 | -              | -              | -              |
| チャレンジ   | 2008/09 | 8位       | 10チーム      | 8位                | 18                 | 4                  | 14                 | -              | -              | -              |
| チャレンジ   | 2009/10 | 8位       | 12チーム      | 10位               | 11                 | 4                  | 7                  | 5              | 4              | 1              |
| チャレンジ   | 2010/11 | 8位       | 12チーム      | 8位                | 18                 | 6                  | 12                 | -              | -              | -              |
| チャレンジ   | 2011/12 | 10位      | 12チーム      | 10位               | 22                 | 6                  | 16                 | -              | -              | -              |
| チャレンジ   | 2012/13 | 8位       | 10チーム      | 8位                | 18                 | 6                  | 12                 | -              | -              | -              |
| チャレンジ   | 2013/14 | 7位       | 10チーム      | 7位                | 18                 | 7                  | 11                 | -              | -              | -              |
| チャレンジ   | 2014/15 | 8位       | 10チーム      | 8位                | 18                 | 7                  | 11                 | -              | -              | -              |
| チャレンジI  | 2015/16 | 8位       | 8チーム       | 8位                | 21                 | 3                  | 18                 | -              | -              | -              |
| チャレンジI  | 2016/17 | 8位       | 8チーム       | 8位                | 21                 | 2                  | 19                 | -              | -              | -              |
| チャレンジII | 2017/18 | 準優勝    | 6チーム       | 2位                | 15                 | 10                 | 5                  | -              | -              | -              |

#### V.LEAGUE
| 所属      | 年度    | 最終 順位 | 参加 チーム数 | レギュラーラウンド | レギュラーラウンド | レギュラーラウンド | レギュラーラウンド | ポストシーズン | ポストシーズン | ポストシーズン | 備考                     |
| 所属      | 年度    | 最終 順位 | 参加 チーム数 | 順位               | 試合               | 勝                 | 敗                 | 試合           | 勝             | 敗             | 備考                     |
| --------- | ------- | --------- | ------------- | ------------------ | ------------------ | ------------------ | ------------------ | -------------- | -------------- | -------------- | ------------------------ |
| DIVISION2 | 2018-19 | 7位       | 10チーム      | 7位                | 18                 | 7                  | 11                 | -              | -              | -              |                          |
| DIVISION2 | 2019-20 | 7位       | 8チーム       | 7位                | 21                 | 8                  | 13                 | -              | -              | -              |                          |
| DIVISION2 | 2020-21 | 7位       | 9チーム       | 7位                | 11                 | 3                  | 8                  | -              | -              | -              |                          |
| DIVISION2 | 2021-22 | 5位       | 10チーム      | 5位                | 17                 | 8                  | 9                  | -              | -              | -              | 不戦勝3、不戦敗2を含む。 |
| DIVISION2 | 2022-23 | 9位       | 11チーム      | 9位                | 20                 | 4                  | 16                 | -              | -              | -              |                          |
| DIVISION2 | 2023-24 | 9位       | 10チーム      | 9位                | 18                 | 1                  | 17                 | -              | -              | -              |                          |

## 選手・スタッフ
活動休止前である2023-24シーズンのメンバーは、下記の通り。

### 選手
| 背番号                                                                            | 名前       | シャツネーム | 生年月日（年齢）       | 身長  | 国籍 | Pos | 在籍年  | 前所属               | 備考                | 移籍先           |
| --------------------------------------------------------------------------------- | ---------- | ------------ | ---------------------- | ----- | ---- | --- | ------- | -------------------- | ------------------- | ---------------- |
| 1                                                                                 | 河内真悠   | MAYU         | 2000年12月2日（24歳）  | 172   | 日本 | OH  | 2022年- | 順天堂大学           | 新人 →2024年2月退団 |                  |
| 2                                                                                 | 岡部美優   | OKABE        | 1999年4月10日（25歳）  | 165   | 日本 | S   | 2021年- | 順天堂大学           | 副キャプテン        | ヴィアティン三重 |
| 3                                                                                 | 黒田夢乃   | YUMENO       | 1998年6月22日（26歳）  | 164   | 日本 | L   | 2021年- | 順天堂大学           | キャプテン          |                  |
| 4                                                                                 | 石川綾菜   | ISHIKAWA     | 1992年2月22日（33歳）  | 170.7 | 日本 | OH  | 2014年- | 至学館大学           | コーチ兼任          |                  |
| 5                                                                                 | 川瀬ちあき | KAWASE       | 1997年11月27日（27歳） | 170   | 日本 | OH  | 2023年- | 大野石油             | 移籍加入            |                  |
| 6                                                                                 | 君島彩     | KIMISHIMA    | 1998年9月21日（26歳）  | 176   | 日本 | MB  | 2021年- | 宇都宮大学           |                     | リガーレ仙台     |
| 7                                                                                 | 小原心     | OHARA        | 2001年1月21日（24歳）  | 174   | 日本 | S   | 2022年- | 愛知学院大学         | 新人                |                  |
| 8                                                                                 | 小野円来   | ONO          | 2001年7月24日（23歳）  | 177   | 日本 | MB  | 2024年- | 山梨学院大学         | 内定選手            | ヴィアティン三重 |
| 9                                                                                 | 川村咲貴   | KAWAMURA     | 2002年3月9日（23歳）   | 175   | 日本 | MB  | 2024年- | 岐阜協立大学         | 内定選手            | 東京サンビームズ |
| 10                                                                                | 金井睦季   | MUTSUKI      | 2001年9月21日（23歳）  | 170   | 日本 | OH  | 2022年- | 武蔵丘短期大学       |                     | 東京サンビームズ |
| 11                                                                                | 内海萌衣   | MEI          | 2002年1月24日（23歳）  | 161   | 日本 | L   | 2024年- | 江戸川大学           | 内定選手            | 東京サンビームズ |
| 12                                                                                | 久保木若菜 | WAKANA       | 2002年3月6日（23歳）   | 171   | 日本 | OH  | 2024年- | 大東文化大学         | 内定選手            | 東京サンビームズ |
| 13                                                                                | 柴風花     | SHIBA        | 2000年12月18日（24歳） | 164   | 日本 | OH  | 2023年- | 静岡産業大学藤枝校舎 | 新人                | 千葉ベルズ       |
| 14                                                                                | 伊東千寿留 | ITO          | 1991年4月9日（33歳）   | 179   | 日本 | MB  | 2023年- | GOLDSTARS八王子      | 移籍加入            | GOLDSTARS八王子  |
| 15                                                                                | 池田結月   | YUZUKI       | 2001年9月30日（23歳）  | 155   | 日本 | L   | 2024年- | 日本大学             | 内定選手            | 東京サンビームズ |
| 16                                                                                | 名原寧音   | NENE         | 1994年8月17日（30歳）  | 172   | 日本 | S   | 2017年- | 福岡大学             | V.LEAGUE再登録      |                  |
| 17                                                                                | 南緋加里   | MINAMI       | 2001年1月13日（24歳）  | 174   | 日本 | MB  | 2023年- | 江戸川大学           | 新人                | 千葉ベルズ       |
| 18                                                                                | 名嘉山友愛 | NAKAYAMA     | 2000年7月3日（24歳）   | 172   | 日本 | OH  | 2023年- | 愛知学院大学         | 新入団              | 千葉ベルズ       |
| 出典：チーム新体制リリース チーム公式サイト Vリーグ公式サイト 更新：2024年2月11日 |            |              |                        |       |      |     |         |                      |                     |                  |

### スタッフ
| 役職                                                                             | 名前       | 備考 | 移籍先 |
| -------------------------------------------------------------------------------- | ---------- | ---- | ------ |
| 部長                                                                             | 小田潔     |      |        |
| 副部長                                                                           | 岩下忠正   |      |        |
| 監督                                                                             | 荒木優     |      |        |
| コーチ                                                                           | 柴田元太   |      |        |
| 選手兼コーチ                                                                     | 石川綾菜   |      |        |
| トレーナー                                                                       | 花輪成彦   |      |        |
| トレーナー                                                                       | 進藤実由希 | 新任 |        |
| アナリスト                                                                       | 泉瀧佳奈   |      | 群馬   |
| 出典：チーム新体制リリース チーム公式サイト Vリーグ公式サイト 更新：2023年8月9日 |            |      |        |